# Вигиццоло-д’Эсте
Вигиццоло-д’Эсте (итал. Vighizzolo d'Este) — коммуна в Италии, располагается в провинции Падуя области Венеция.
Население составляет 956 человек (2008 г.), плотность населения составляет 56 чел./км². Занимает площадь 17 км². Почтовый индекс — 35040. Телефонный код — 0429.
Покровителем коммуны почитается святой Иоанн Креститель, празднование 24 июня.

## Демография
Динамика населения:

## Администрация коммуны
- Официальный сайт: